# Мірогабалін
Мірогабалін (англ. Mirogabalin), що випускається під торговою маркою «Тарліге»; кодова назва розробки DS-5565 — лікарський препарат з групи габапентиноїдів, який розроблений компанією «Daiichi Sankyo». До цього класу належать також габапентин і прегабалін. Як габапентиноїд, мірогабалін зв'язується з α2δ-субодиницею потенціалзалежного кальцієвого каналу (1 та 2), але зі значно вищою ефективністю, ніж прегабалін. Мірогабалін показав багатообіцяючі результати у II фазі клінічних досліджень для лікування діабетичного периферичного нейропатичного болю.
Результати досліджень III фази:
- Ефективний: при постгерпетичній невралгії (дослідження: NEUCOURSE)
- Неефективний: при фіброміалгії (дослідження: ALDAY)[3]
- Ефективний: при діабетичному периферичному нейропатичному болю (дослідження: REDUCER)[4]

У Японії компанія подала заявку на маркетинг препарату для лікування периферичного нейропатичного болю. Препарат був схвалений для лікування нейропатичного болю та постгерпетичної невралгії в Японії у січні 2019 року.